# Метрополитен Нагои
Метрополите́н Наго́и — система метро в городе Нагоя, Япония. Метро состоит из 6 линий, общей протяжённостью 93,3 км. В метрополитене Нагои 87 станций. Приблизительно 90% метро проходит под землей.  На всех станциях линий Хигасияма, Мэйдзо, Мэйко, Сакурадори и Камииида установлены автоматические платформенные ворота. По плану к 2026 году на всех станциях линии Цурумай будут установлены автоматические платформенные ворота, тем самым завершив их установку на всех станциях метрополитена.
Система метро принадлежит Транспортному бюро города Нагоя и эксплуатируется им, и, как и другие крупные японские города, включая Токио и Осаку, в значительной степени дополнена пригородным железнодорожным сообщением, образуя обширную сеть из 47 линий в районе Большой Нагоя и вокруг него. Из них линии метро Нагои составляют 38% от общего количества пассажиров.
В 2002 году система представила Hatchii в качестве официального талисмана.

## История
Открыт 15 ноября 1957 года. Стал третьим в Японии после Токио и Осаки. Первый участок метрополитена Нагои составлял всего 2,4 км в длину и состоял и трех станций, соединивших главный железнодорожный вокзал и нагойскую телебашню.
Управляется Нагойским Бюро городского транспорта. В отличие от прочих метрополитенов Японии, имеет меньшую степень интеграции с пригородными железными дорогами (в частности, въезд пригородных электропоездов в тоннели метрополитена здесь возможен лишь по трём направлениям).
В 2005 году открыта линия для Всемирной выставки длиной 9,2 км. Линия представляет собой городской маглев и официально не входит в систему метрополитена. На западе имеет общий узел со станцией Фудзигаока линии Хигасияма, на востоке связан с Нагойской Кольцевой железной дорогой.
В январе 2023 года четыре станции в городе были переименованы:
- Накамура Куякусё → Тайко-дори
- Сиякусё (ратуша) → Нагоядзё (Замок Нагоя)
- Темма-чо → Ацута Дзингу Темма-чо
- Дзингу Ниси → Ацута Дзингу Ниси

## Линии
Шесть линий в метро, 93,3 километра, 87 станций схема.
- Первая линия — 22 станции
- Вторая линия — 34 станции
- Третья линия — 20 станций
- Шестая линия — 21 станция

## Карта сети
Шаблон:Rapid transit OSM map

## Интересные факты
- В 2003 году в Нагойском метрополитене была открыта линия Камиида, состоящая из двух станций на перегоне длиной 780 метров. Уже 20 лет эта линия является самым коротким обособленным маршрутом метрополитена в мире, и на данный момент перспективы продления линии отсутствуют.
- В состав метрополитена неофициально входит Ринимо — единственная в мире городская пассажирская система маглева длиной 8,9 км.
- Самая загруженная станция в системе, генерирующая 30% ежедневного пассажиропотока всего метрополитена — вокзал Нагоя.